# Allan Pearce
Allan Pearce (7 de abril de 1983 en Wellington) es un futbolista neozelandés que juega como delantero en el Three Kings United.
Desempeñó la mayor parte de su carrera en el Waitakere United, con el que ganó dos veces la Liga de Campeones de la OFC, cinco veces la liga neozelandesa y en una ocasión la Charity Cup.

## Carrera
Debutó en el Worksop Town en 2002, mientras estaba a préstamo del Barnsley. Firmó su primer contrato profesional ese mismo año con el Lincoln City, donde jugó hasta 2004, cuando regresó a Nueva Zelanda para firmar con el Waitakere United, donde se desempeñó desde entonces, exceptuando un corto paso por el Worksop Town en 2006. En 2013, luego de la temporada 2012/13 decidió colgar los botines y alejarse del fútbol, aunque posteriormente decidiría volver a la actividad, siendo contratado nuevamente por el Waitakere United a principios de 2014. Al finalizar el torneo 2013/14 pasó al Glenfield Rovers. En 2016 firmó con el Three Kings United.

### Clubes
| Club                       | País          | Año             |
| -------------------------- | ------------- | --------------- |
| Barnsley Football Club     | Inglaterra    | 2002            |
| Worksop Town (a préstamo)  | Inglaterra    | 2002            |
| Lincoln City Football Club | Inglaterra    | 2002 - 2004     |
| Bradford Park Avenue       | Inglaterra    | 2004            |
| Waitakere United           | Nueva Zelanda | 2004 - 2005     |
| Worksop Town Football Club | Inglaterra    | 2006            |
| Waitakere United           | Nueva Zelanda | 2006 - 2014     |
| Glenfield Rovers           | Nueva Zelanda | 2014 - 2015     |
| Three Kings United         | Nueva Zelanda | 2016 - Presente |

### Selección nacional
En representación de Nueva Zelanda participó en la Copa Mundial de Fútbol Sub-17 de 1999, donde jugó los tres partidos disputados por su selección en ese torneo y marcó un gol.
Su único partido con la selección absoluta lo disputó el 6 de septiembre de 2008 en el partido ante Nueva Caledonia, correspondiente a la Copa de las Naciones de la OFC. Ese día los All Whites vencieron 3-1.

#### Partidos y goles internacionales
| Partidos y goles internacionales | Partidos y goles internacionales | Partidos y goles internacionales | Partidos y goles internacionales | Partidos y goles internacionales | Partidos y goles internacionales    | Partidos y goles internacionales |
| #                                | Fecha                            | Estadio                          | Rival                            | Resultado                        | Competición                         | Gol(es)                          |
| -------------------------------- | -------------------------------- | -------------------------------- | -------------------------------- | -------------------------------- | ----------------------------------- | -------------------------------- |
| 2008                             |                                  |                                  |                                  |                                  |                                     |                                  |
| 16                               | 6 de septiembre                  | Estadio Numa-Daly Magenta, Numea | Nueva Caledonia                  | 3 – 1                            | Copa de las Naciones de la OFC 2008 |                                  |

## Palmarés
| Título               | Club               | País          | Año     |
| -------------------- | ------------------ | ------------- | ------- |
| Liga de Campeones    | Waitakere United   | Nueva Zelanda | 2007    |
| Campeonato de Fútbol | Waitakere United   | Nueva Zelanda | 2007/08 |
| Liga de Campeones    | Waitakere United   | Nueva Zelanda | 2007/08 |
| OFC Nations Cup      | Selección nacional | Nueva Zelanda | 2008    |
| Campeonato de Fútbol | Waitakere United   | Nueva Zelanda | 2009/10 |
| ASB Premiership      | Waitakere United   | Nueva Zelanda | 2010/11 |
| ASB Premiership      | Waitakere United   | Nueva Zelanda | 2011/12 |
| ASB Premiership      | Waitakere United   | Nueva Zelanda | 2012/13 |

### Distinciones individuales
| Distinción                                     | Año     |
| ---------------------------------------------- | ------- |
| Goleador Campeonato de Fútbol de Nueva Zelanda | 2010/11 |
| Equipo de década ASB Premiership               | 2014    |